# Mandi (futbolista)
Armando Sosa Peña (San Bartolomé de Tirajana, Las Palmas, 1 de marzo de 1989), conocido como Mandi, es un futbolista español que juega de centrocampista en el Lincoln Red Imps F. C. de la Liga Nacional de Gibraltar.

## Trayectoria
Se formó en las categorías inferiores del C. D. Maspalomas y de la U. D. Vecindario, con quien llegó a debutar en Segunda División B en la temporada 2007-08 cuando aún estaba en categoría juvenil. En el verano de 2008 dio el salto al Villarreal C. F. "C", donde disputó la campaña 2008-09 en Tercera División. Además, también tuvo la ocasión de disputar unos minutos con el Villarreal C. F. "B" durante un encuentro ante la S. D. Ibiza que se saldó con victoria amarilla por 4-2. En el mercado de invierno de la temporada 2009-10 marchó cedido a la S. D. Ponferradina, equipo con el que consiguió el ascenso a Segunda División después de proclamarse campeones del grupo 1 y derrotar al U. E. Sant Andreu en el play-off. Mandi anotó el sexto penalti del conjunto berciano en la tanda que decidió el vencedor de la eliminatoria ante los catalanes.
En la campaña 2010-11 fichó por el Real Madrid Castilla C. F. y, tras finalizar el campeonato en tercera posición, repitió su presencia en una promoción a Segunda División; sin embargo, el filial madridista fue eliminado por el C. D. Alcoyano en el primer cruce. En su primer año con el Castilla, disputó veintiún encuentros en los que marcó dos goles. En la temporada 2011-12 logró su segundo ascenso a la categoría de plata después de vencer al Cádiz C. F. en la ronda que disputaron los primeros clasificados de cada grupo. Además, el conjunto blanco conquistó el título de campeón de Segunda División B ganando al C. D. Mirandés en la final del torneo.
El 22 de junio de 2012 se anunció su traspaso al Real Sporting de Gijón para la campaña 2012-13. El 31 de agosto de 2015 llegó a un acuerdo para desvincularse del club rojiblanco y fichó por el Elche C. F. Allí estuvo dos años antes de marcharse a la U. D. Almería.
En octubre de 2018 se fue a Nueva Zelanda para jugar en el Wellington Phoenix F. C. y en diciembre de 2019 a la India tras firmar con el ATK. Tras esta segunda experiencia en el extranjero regresó a España y en febrero de 2021 se unió a Unionistas de Salamanca C. F. Quedó libre al final de la temporada, pero en septiembre regresó al conjunto salmantino.
En julio de 2023 fichó por el Lincoln Red Imps F. C.

## Selección nacional
Fue internacional con la selección española sub-19, con la que debutó en un partido ante Portugal disputado en Ceuta el 4 de marzo de 2008.

## Clubes
| Club                          | País          | Año       |
| ----------------------------- | ------------- | --------- |
| Villarreal C. F. "C"          | España        | 2008-2010 |
| S. D. Ponferradina            | España        | 2010      |
| Real Madrid Castilla C. F.    | España        | 2010-2012 |
| Real Sporting de Gijón        | España        | 2012-2015 |
| Elche C. F.                   | España        | 2015-2017 |
| U. D. Almería                 | España        | 2017-2018 |
| Wellington Phoenix F. C.      | Nueva Zelanda | 2018-2019 |
| ATK                           | India         | 2019-2020 |
| Unionistas de Salamanca C. F. | España        | 2021-2022 |
| Lincoln Red Imps F. C.        | Gibraltar     | 2023-2024 |
| Lincoln Red Imps F. C.        | Gibraltar     | 2025-     |

## Palmarés

### Campeonatos nacionales
| Título                     | Club                       | País      | Año  |
| -------------------------- | -------------------------- | --------- | ---- |
| Segunda División B         | Real Madrid Castilla C. F. | España    | 2012 |
| Superliga de India         | ATK                        | India     | 2020 |
| Rock Cup                   | Lincoln Red Imps F. C.     | Gibraltar | 2024 |
| Liga Nacional de Gibraltar | Lincoln Red Imps F. C.     | Gibraltar | 2024 |